# Giuseppe Meazza
Giuseppe Meazza, född 23 augusti 1910, död 21 augusti 1979, var en legendarisk fotbollsspelare från Italien. Spelade som högerinner (anfallare). Dubbel världsmästare.
Giuseppe Meazza anses än idag vara en av de absolut bästa italienska fotbollsspelarna någonsin, många rankar honom t.o.m. som nummer ett. Meazza hade sin storhetstid under 1930-talet i Inter. Han spelade 349 matcher för klubben, gjorde 243 mål och hjälpte till att vinna Serie A 3 gånger (1930, 1938 och 1940). Han hade en bländande teknik och spelförståelse kombinerat med ett stort målsinne. I fråga om antalet gjorda mål totalt i Serie A kommer han på fjärde plats efter Silvio Piola, Francesco Totti och Gunnar Nordahl. I slutet av karriären spelade han även för AC Milan, Juventus och Atalanta.
Med landslaget (Gli Azzurri) var Meazza den stora stjärnan i laget när man vann VM på hemmaplan 1934 och försvarade titeln fyra år senare i Frankrike. Han gjorde 33 mål i landslaget, bara Luigi Riva har gjort fler (35). Inters och Milans gemensamma hemmaplan heter officiellt sedan 1979 Stadio Giuseppe Meazza, även om den i folkmun ofta fortfarande kallas San Siro.